# Saijō
Saijō (西条市?, Saijō-shi) è una città giapponese della prefettura di Ehime.

## Etimologia
Una possibile origine del nome di questa città si trova nei documenti di Kiko-ji a Niihama: la regione era divisa da delle piccole montagne in un "quartiere occidentale" (significato letterale di Saijo) e un "quartiere orientale" (Tojo, ora Niihama).

## Amministrazione

### Gemellaggi
- Baoding, dal 1967[2]